# Nella Korpio
Nella Korpio (* 12. Juli 1999 in Helsinki) ist eine finnische Skirennläuferin. Sie gehört aktuell (Stand 22. Dezember 2018) dem B-Kader des finnischen Skiverbandes an und ist auf die technischen Disziplinen Slalom und Riesenslalom spezialisiert.

## Biografie
Nella Korpio stammt aus der finnischen Hauptstadt Helsinki und startet für den heimischen Skiverein. 2015 gewann sie den U16-Slalom beim prestigeträchtigen Jugendrennen Trofeo Topolino.
Im Alter von 16 Jahren bestritt sie in Schweden und Finnland ihre ersten FIS-Rennen und gewann am Ende ihrer ersten internationalen Saison ihren ersten Staatsmeistertitel im Super-G. Ein Jahr später bestritt sie am 12. November 2016 mit dem Slalom von Levi ihr erstes Weltcup-Rennen. Im Riesenslalom von Trysil gab sie wenige Wochen später auch ihr Europacup-Debüt. Im Februar 2017 nahm sie am Europäischen Olympischen Winter-Jugendfestival in Erzurum teil und gewann die Silbermedaille im Slalom. Nachdem sie im ersten Durchgang noch in Führung gelegen war, fiel sie im Finallauf auf den zweiten Platz zurück. Im Riesenslalom belegte sie Rang acht. Bei ihren ersten Juniorenweltmeisterschaften in Åre kam sie über die Ränge 13 und 14 in Riesenslalom und Slalom nicht hinaus.
Die Saison 2017/18 verlief nicht nach Wunsch. Nach einer zuvor erlittenen Fibulafraktur konnte sie erst im Februar wieder in FIS-Rennen an den Start gehen. Bei den niederländischen Meisterschaften im Slalom belegte sie Ende des Monats Rang zwei hinter der Belarussin Maryja Schkanawa. Schließlich gelang es ihr auch den finnischen Meistertitel in ihrer Paradedisziplin zu verteidigen. Im Dezember 2018 gewann sie in Trysil ihre ersten Europacup-Punkte. Drei Wochen später glückte ihr mit Rang 23 im Slalom von Courchevel auch der Gewinn ihrer ersten Weltcup-Punkte. Sie war damit die erste Finnin nach Tanja Poutiainen im März 2014, der das gelang.

## Erfolge

### Weltmeisterschaften
- Åre 2019: 9. Mannschaftswettbewerb, 31. Slalom

### Weltcup
- 1 Platzierung unter den besten 20

### Weltcupwertungen
| Saison  | Gesamt | Gesamt | Slalom | Slalom |
| Saison  | Platz  | Punkte | Platz  | Punkte |
| ------- | ------ | ------ | ------ | ------ |
| 2018/19 | 99.    | 23     | 44.    | 23     |
| 2019/20 | 122.   | 3      | 49.    | 3      |

### Juniorenweltmeisterschaften
- Åre 2017: 13. Riesenslalom, 14. Slalom
- Fassatal 2019: 12. Slalom

### Weitere Erfolge
- 2 finnische Meistertitel (Super-G 2016 und Slalom 2017)
- Silber beim Europäischen Olympischen Winter-Jugendfestival 2017 im Slalom
- 13 Siege in FIS-Rennen